# Острув-Мазовецька (гміна)
Гміна Острув-Мазовецька (пол. Gmina Ostrów Mazowiecka) — сільська гміна у центральній Польщі. Належить до Островського повіту Мазовецького воєводства.
Станом на 31 грудня 2011 у гміні проживало 12947 осіб.

## Площа
Згідно з даними за 2007 рік площа гміни становила 283.71 км², у тому числі:
- орні землі: 53.00%
- ліси: 39.00%

Таким чином, площа гміни становить 23.17% площі повіту.

## Населення
Станом на 31 грудня 2011:
| Опис     | Загалом | Загалом | Чоловіки | Чоловіки | Жінки | Жінки |
| -------- | ------- | ------- | -------- | -------- | ----- | ----- |
| одиниця  | осіб    | %       | осіб     | %        | осіб  | %     |
| все      | 12947   | 100     | 6536     | 50.48    | 6411  | 49.52 |
| міське   | 0       | 100     | 0        |          | 0     |       |
| сільське | 12947   | 100     | 6536     | 50.48    | 6411  | 49.52 |

## Сусідні гміни
Гміна Острув-Мазовецька межує з такими гмінами: Анджеєво, Браньщик, Брок, Вонсево, Длуґосьодло, Заремби-Косьцельні, Малкіня-Ґурна, Острув-Мазовецька, Старий Люботинь, Червін, Шумово.